# ويليام جونسون
ويليام جونسون (بالإنجليزية: William Johnson (judge)) (و. 1771 – 1834 م) هو قاضي من الولايات المتحدة الأمريكية. ولد في تشارلستون، كارولاينا الجنوبية.
وهو عضو في الحزب الجمهوري الديمقراطي.
توفي في مدينة نيويورك.

## التعليم
تعلم في جامعة برنستون.

## روابط خارجية
- ويليام جونسون على موقع الموسوعة البريطانية (الإنجليزية)
- ويليام جونسون على موقع إن إن دي بي (الإنجليزية)